# Тарантаска
Таранта̀ска (на италиански и на пиемонтски: Tarantasca) е село и община в Северна Италия, провинция Кунео, регион Пиемонт. Разположено е на 451 m надморска височина. Населението на общината е 2102 души (към 2010 г.).